# Attack Punk Records
La Attack Punk Records è stata un'etichetta discografica italiana fondata nel 1981.

## Storia
La Attack Punk Records nasce a Bologna nel 1981 per volontà di alcuni componenti dei Raf Punk, gruppo musicale punk con tendenze sperimentali, esattamente: Carlo Chiapparini, Laura Carroli e Jumpy Velena attualmente conosciuta come Helena Velena. Inizialmente venne costituita come casa editrice sfruttando la possibilità di allegare il disco al materiale editoriale, ritenendo fondamentale corredare il prodotto sonoro di ampi contenuti non solo musicali. L'esperienza precedente con la stampa era avvenuta con la pubblicazione si Attack Punkzine, (N° 1 datato 5/11/1980) grazie alla disponibilità di una macchina offset da parte della FAI di Bologna (Federzione Anarchica Italiana). Il primo disco "Schiavi nella città più libera del mondo" uscì nel 1982 era formato da 8 pagine e vi presero parte 4 band: Anna Falkss, Bacteria, Stalag 17 e Raf Punk. Il titolo allude a un libercolo distribuito all'estero in cui si glorificava Bologna in quanto città più libera del mondo, L'ispirazione venne dal disco pubblicato in cento copie dei Mittageisen; Hard - Core / Transylvania 1760 ma i veri punti di riferimento furono i dischi della Crass Records.
Successivamente uscì Papi, Queens, Reichkanzlers & Presidennti con band europee: Irah, Total Chaos, 5# Braccio, Stromsperre, Kaaos, Sottocultura e Kollettivo. Il terzo disco prodotto fu L'affaire Marat/Sade, uno split con Cracked Hirn e Rivolta dell'odio. Seguirono: Né buoni né cattivi con Irah e Stalag 17, Derecho a la vida con Mg 15, Afri cani con Underage. La Attack Punk Records pubblicò inoltre i primi dischi dei CCCP - Fedeli alla linea: Ortodossia, Compagni, cittadini, fratelli partigiani e 1964-1985 Affinità-divergenze fra il compagno Togliatti e noi - Del conseguimento della maggiore età. 
Nel 1986 in seguito allo scioglimento dei Raf Punk l'etichetta rimase nelle mani di Helena Velena, che continuerà a pubblicare dischi di importanti gruppi del punk italiano: Disciplinatha, Tampax, Contropotere e altri.
In seguito nacquero le sottoetichette Totò Alle Prese Coi Dischi, Multimedia Attack, Extrema! e Attack Punk Records UK.

## Artisti (parziale)
- A.C.T.H.
- Bacteria
- Bandamagnætica
- CCCP - Fedeli alla linea
- Contropotere
- Cracked Hirn
- Disciplinatha
- I Refuse It!
- Irha
- RAF Punk
- Raptus
- Rivolta dell'Odio
- Stalag 17
- Tampax
- Truzzi Broders
- Underage
- Youth Brigade

## Curiosità
Uno striscione recante la scritta "Schiavi nella città più libera del mondo" e firmato Raf Punk è stato più volte utilizzato nel 2015 a Bologna per aprire le manifestazioni di protesta relative allo sgombero da parte del Comune dello spazio occupato Atlantide, gestito da attivisti/e LGBT/queer e anarcho punk.

### Filmografia
- Italian Punk Hardcore: 1980-1989, regia di Angelo Bitonto, Giorgio S. Senesi e Roberto Sivilia (2015)